# 化政公主
化政公主（?—?），为南北朝西魏公主。
化政公主是舍人元翌之女，538年，被西魏文帝元宝炬嫁给了柔然可汗阿那瓌的弟弟塔寒。阿那瓌把女儿嫁给了元宝炬，即郁久閭皇后。540年，郁久閭皇后死后，阿那瓌发现化政公主也不是嫡亲公主，西魏和柔然关系破裂。